# José Luis Panizo
José Luis López Panizo (né le 6 février 1922 à Sestao en Biscaye et mort le 14 février 1990 à Portugalete) était un footballeur espagnol.

## Biographie

### Carrière de club
Panizo arrive à l'Athletic Bilbao dans l'équipe réserve à 17 ans du club d'un quartier basque, le Sestao Sport Club, et se voit immédiatement promu en équipe senior. Il y passe 16 saisons professionnelles, disputant 325 matchs en Liga et 136 buts.
À 33 ans, Panizo part dans un autre club basque, le modeste SD Indautxu, où il finit sa carrière un an plus tard. Il décède un mois après son 68e anniversaire.

### Carrière internationale
Panizo fait ses débuts en équipe d'Espagne le 23 juin 1946, lors d'une défaite en match amical 0–1 contre l'Irlande à Madrid. 
Lors des sept années suivantes, il joue treize fois pour deux buts et participe à la coupe du monde 1950, jouant les quatre matchs espagnols du mondial qui atteint le second tour de la compétition.   

## Palmarès
- Championnat d'Espagne : 1942–43
- Copa del Generalísimo : 1942–43, 1943–44, 1944–45, 1949–50
- Copa Eva Duarte : 1950